# Marine Corps War Memorial

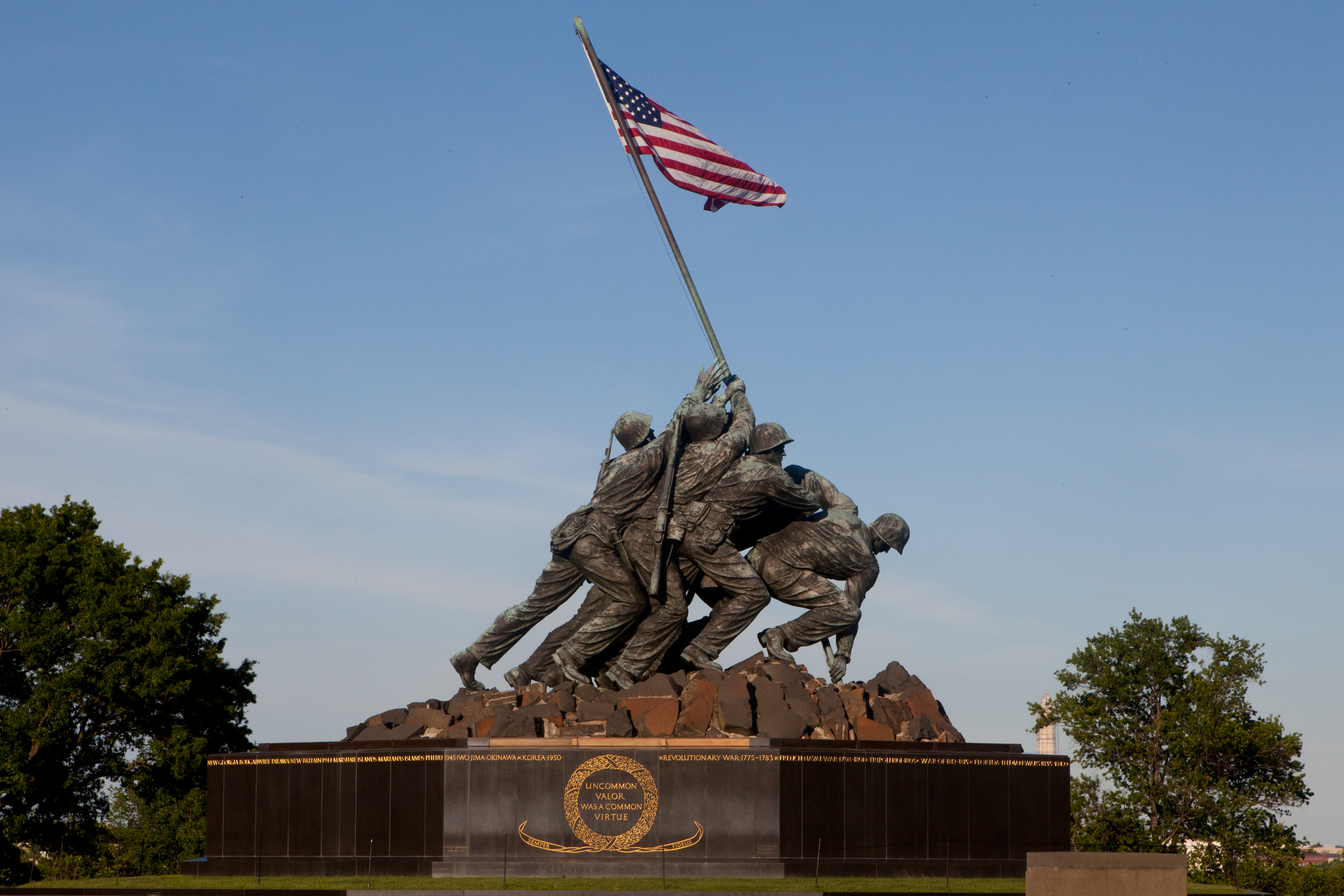
Il Marine Corps War Memorial

Il Marine Corps War Memorial (anche detto Iwo Jima Memorial, monumento di Iwo Jima), è un monumento statunitense situato fuori le mura del cimitero nazionale di Arlington vicino ai Netherlands Carillon, nella contea di Arlington, Virginia. È dedicato a tutti i marine morti per la difesa degli USA dal 1775 in poi.
Il monumento, realizzato da Felix de Weldon, raffigura i sei militari immortalati dal fotografo Joe Rosenthal in una celebre fotografia che il 23 febbraio 1945 innalzarono la seconda bandiera statunitense sul monte Suribachi durante la battaglia di Iwo Jima, nel corso della seconda guerra mondiale. I sei uomini sono il sergente Michael Strank, il caporale Harlon Block, i soldati di prima classe Rene Gagnon, Ira Hayes, Franklin Sousley, e il farmacista di seconda classe John Bradley, quest'ultimo unico a non essere un marine ma appartenente alla marina.

## Storia
Il monumento al Corpo dei Marine, dedicato a tutti i caduti del Corpo dalla sua formazione avvenuta nel 1775, è direttamente ispirato alla fotografia intitolata Raising the Flag on Iwo Jima scattata dal fotografo dell'Associated Press Joe Rosenthal durante la battaglia di Iwo Jima, scelta dal designer Felix de Weldon perché ritenuta molto familiare al popolo statunitense. La scultura, alta 23,77 m e lunga 18,29 m, poggia su un piedistallo di granito svedese ricoperto da uno strato di lucido granito nero su cui sono incise le date e i nomi dei più grandi scontri a cui ha preso parte il Corpo dei Marine; nel piedistallo trova posto anche una famosa frase pronunciata dall'ammiraglio Chester Nimitz riguardante il comportamento tenuto dai marine a Iwo Jima: "Uncommon Valor was a Common Virtue" (valore non comune era una virtù comune). Inizialmente nel monumento non comparve il nome di Rosenthal e passarono diversi anni prima che venisse aggiunta una placca in suo onore. Gli ultimi tre sopravvissuti dei sei militari raffigurati nel monumento, vale a dire John Bradley, Ira Hayes e Rene Gagnon, posarono per Felix de Weldon che volle dare alla scultura dei volti il più verosimili possibile; per gli altri tre soldati morti vennero usate delle fotografie. Il monumento venne completato in tre anni presso le fonderie Bedi-Rassy Art Foundry di Brooklyn, New York.
Il monumento venne finanziato per intero da marine in servizio o nella riserva, da membri del Dipartimento della Marina e da semplici simpatizzanti che insieme raccolsero 850 000 $. Non venne stanziato nessun fondo pubblico.
Il monumento venne inaugurato il 10 novembre 1954 dal presidente statunitense Dwight D. Eisenhower, accompagnato dal vicepresidente Richard Nixon, dall'allora comandante dei Marine generale Lemuel C. Shepherd, Jr e da Bradley, Hayes e Gagnon.
Si levarono molte critiche quando venne proposto di realizzare l'United States Air Force Memorial accanto al monumento di Iwo Jima, sostenendo che un monumento di grandi dimensioni avrebbe oscurato il prestigio che spettava al monumento del Corpo dei Marine. Dopo varie diatribe politiche e tra le due forze armate, l'USAF optò alla fine per costruire il suo monumento a Fort Myer vicino al Pentagono e al cimitero di Arlington.